# Cervecería 100 Montaditos

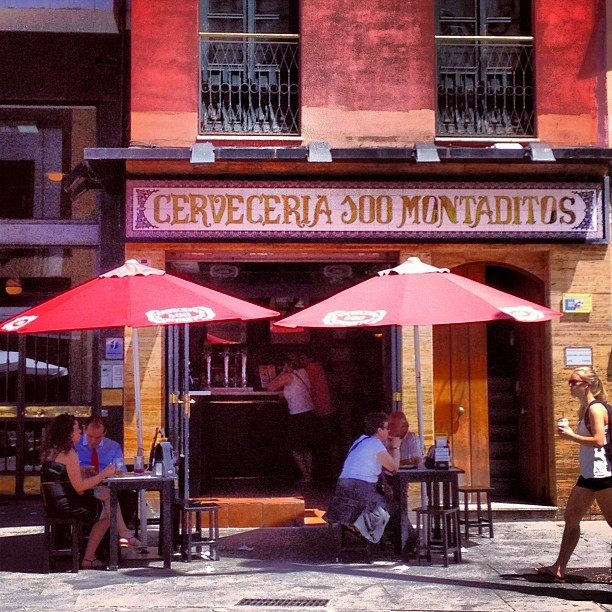
Restaurant in Sevilla

Cervecería 100 Montaditos (spanisch „Brauschänke 100 Baguettescheiben“) ist eine spanische Restaurantkette, die sich auf belegte Brötchen spezialisiert hat.
Die Kette besitzt in Spanien über 350 Filialen und insgesamt 89 im Ausland: 50 in Italien, 13 in Mexiko, fünf in den Vereinigten Staaten, drei in Guatemala, zwölf in Portugal, zwei in Kolumbien, zwei in Chile eine in Paraguay
und eine in Costa Rica.

## Geschichte
Das erste Cervecería 100 Montaditos wurde in Spanien im Jahr 2000 an einem kleinen Strand in Islantilla von dem sevillanischen Unternehmer Jose María Capitán eröffnet.
In den folgenden Jahren wurden durchschnittlich zwanzig Lokale pro Jahr eröffnet, sodass schon ab Anfang 2012 mehr als 200 Restaurants der Kette in Spanien ansässig waren.
Im Jahr 2010 wurde das erste Restaurant in den Vereinigten Staaten eröffnet und 2012 expandierte die Kette nach Lateinamerika.
Am 6. März 2015 meldete Cervecerìa in den USA jedoch Konkurs an.
Im November 2015 eröffnete das Unternehmen, das bereits über eine solide Präsenz in Italien verfügt, ein zweites Restaurant mit dem Ziel, es zum wichtigsten auf dem ausländischen Markt zu machen. Hier wurde das spanische Wort Cervecería weggelassen und nur der Name 100 Montaditos beibehalten.